# Jędrzejów (gmina w guberni kieleckiej)
Jędrzejów (lub Andrejew, do 1870 i od 1916 miasto Jędrzejów) – dawna gmina wiejska istniejąca w latach 1870–1916 w guberni kieleckiej. Siedzibą władz gminy była osada miejska Jędrzejów (wówczas jako Andrejew).
Gmina Andrejew (Jędrzejów) powstała 13 stycznia 1870 w powiecie andrejewskim (jędrzejowskim) w guberni kieleckiej w związku z utratą praw miejskich przez miasto Andrejew (Jędrzejów) i przekształceniu jej w wiejską gminę Andrejew (Jędrzejów) w granicach dotychczasowego miasta.
Jako gmina wiejska jednostka przestała funkcjonować z dniem 8 czerwca 1916 roku w związku z ponownym nadaniem Jędrzejowowi praw miejskich i przekształceniu jednostki w gminę miejską.